# Christian Axel Jensen
Christian Axel Jensen, född 1 augusti 1878, död 15 januari 1952, var en dansk konsthistorier.
Christian Axel Jensen anställdes 1896 vid Nationalmuseets historiska avdelning, blev 1903 assistent och 1918 inspektör där. Från 1915 var han inspektör för København Bymuseum och från 1921 även för provinsmuseerna. Jensen verkade med stor energi och framgång för de danska kulturminnenas bevarande och beskrivning. Bland annat undersökte och beskrev han flera av dess äldre herrgårdar. Bland hans många skrifter märks Danmarks Snedkere og Billedsnidere i Tiden 1536-1660 (1911) och Stilarternes historie (1912, tillsammans med E. Rondahl).

## Utmärkelser
- Riddare av Dannebrogorden,  1931[2]
- Dannebrogsmännens hederstecken,  1946[2]

[Redigera Wikidata]